# بيتر ريان (ضابط شرطة)
بيتر ريان (بالإنجليزية: Peter Ryan) هو ضابط شرطة بريطاني، ولد في 18 مايو 1944 في لانكستر في المملكة المتحدة.